# Nanzhou (Pingtung)
Nanzhou (chinesisch 南州鄉, Pinyin Nánzhōu Xiāng, Tongyong Pinyin Nánjhou Siang) ist eine Landgemeinde im Landkreis Pingtung auf Taiwan (Republik China).

## Lage
Nanzhou liegt im Binnenland einige Kilometer nordöstlich des kleinen Hafenorts Donggang im Süden der Pingtung-Ebene. Die maximale Ausdehnung in  Nord-Süd-Richtung beträgt 4,7 km, und in Ost-West-Richtung 6,2 km. Das Terrain ist flach bis hügelig und steigt graduell nach Osten hin an. 
Es herrscht ein tropisches Monsunklima mit einer Durchschnittstemperatur liegt bei 25 °C und einem Jahresniederschlag von etwa 2500 mm.
Die Nachbargemeinden sind Donggang im Westen, Linbian im Süden, Xinpi im Osten, sowie Chaozhou und Kanding im Norden.

## Geschichte
Ab dem 18. Jahrhundert wanderten allmählich Han-Chinesen vom chinesischen Festland ein. Der ursprüngliche Ortsname war Xizhou (溪州), wohl in Bezug auf einen kleinen hier entlang fließenden Bach (溪,  Xī – „Bach, kleiner Fluss“, 州,  Zhōu – eine frühere chinesische Verwaltungseinheit). Während der Zeit der japanischen Kolonialherrschaft (1895–1945) erfolgte im Jahr 1920 eine Verwaltungsreform, bei der das Gebiet von Nanzhou Teil des Dorfes Linbian (林邊庄, chin. Línbiān Zhuāng, japan. Rinpen Shō) in der Präfektur Takao wurde. Nach der Übernahme Taiwans durch die Republik China im Jahr 1945 wurden die japanischen Verwaltungseinheiten übernommen und aus Linbian wurde eine ‚Landgemeinde‘ (鄉,  Xiāng) und aus der Präfektur der Landkreis Kaohsiung. Aus dem südlichen Teil des Landkreises wurde 1950 der neue Landkreis Pingtung gebildet. Der nördliche Teil Linbians wurde am 1. März 1951 als neue Landgemeinde Xizhou (溪州鄉,  Xīzhōu Xiāng) abgetrennt. Aufgrund der Namensgleichheit mit vielen anderen Örtlichkeiten Taiwans wurde sie 1956 in Nanzhou (南,  Nán – „Süden“) umbenannt.

## Bevölkerung
Nach der offiziellen Statistik gehörten Ende 2017 47 Personen (etwa 0,5 %) den indigenen Völkern an.
| Gliederung von Nanzhou |
|                        |

## Verwaltungsgliederung
Nanzhou ist in 10 Dörfer (村,  Cūn) gegliedert: 
1 Xizhou (溪洲村)

2 Renli (仁里村)

3 Xibei (溪北村)

4 Xinan (溪南村)

5 Milun (米崙村)

6 Shouyuan (壽元村)

7 Tong’an (同安村)

8 Nan’an (南安村)

9 Wanhua (萬華村)

10 Qikuai (七塊村)

## Verkehr
Im Osten wird Nanzhou von der Nationalstraße 3 durchquert, die hier in einem großen Bogen in Nord-Süd-Richtung verläuft. Noch weiter östlich streift die Provinzstraße 1 ebenfalls in Nord-Süd-Richtung das Gemeindegebiet. Wichtigste Ost-West-Verbindung ist die Kreisstraße 187B (187乙).

## Landwirtschaft
Wirtschaftliche Basis der Gemeinde ist bisher die Landwirtschaft. Es gibt Bestrebungen, den Tourismus auszubauen, der bisher keine wesentliche Rolle spielt.

## Besonderheiten, Sehenswürdigkeiten
In Nanzhou befindet sich die im August 1964 gegründete Tzu-Hui-Hochschule (慈惠醫護管理專科學校,  Cíhuì Yīhù Guǎnlǐ Zhuānkē Xuéxiào) eine Hochschule in privater Trägerschaft, die ursprünglich als Ausbildungsstätte für Krankenpflegekräfte gegründet wurde und ihr Fächerspektrum später auch auf Tourismuswesen etc. ausgedehnt hat. Die 1921 erbaute Zuckerfabrik Nanzhou (南州糖廠,  Nánzhōu táng chǎng) stellte aus Rentabilitätsgründen im Jahr 2003 ihren Betrieb ein und steht nun zur Besichtigung offen. Als sehenswert gilt auch der Daitianfu-Tempel (南州代天府,  Nánzhōu dài tiānfǔ) aus dem Jahr 1937.

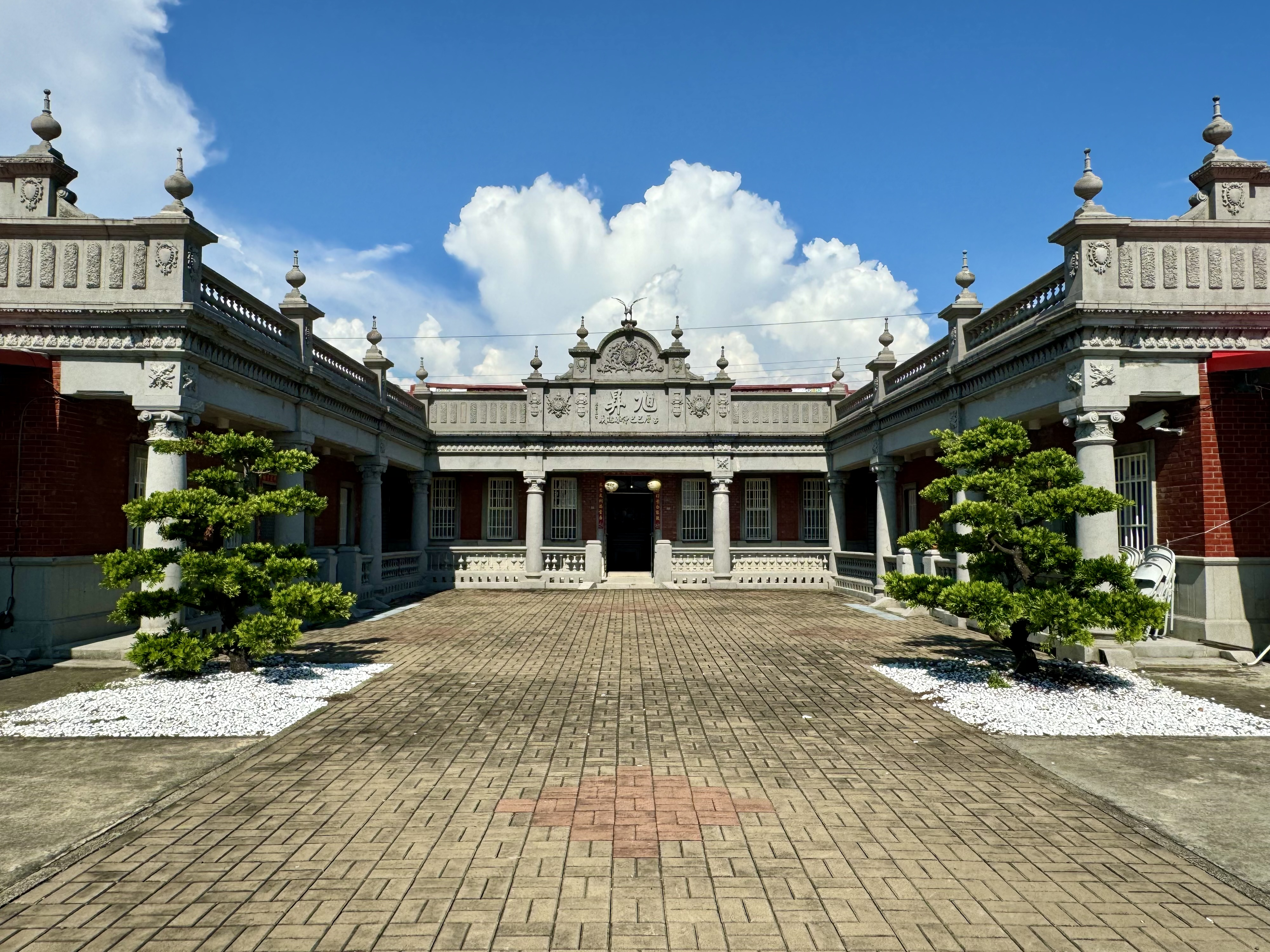
Daitianfu-Tempel
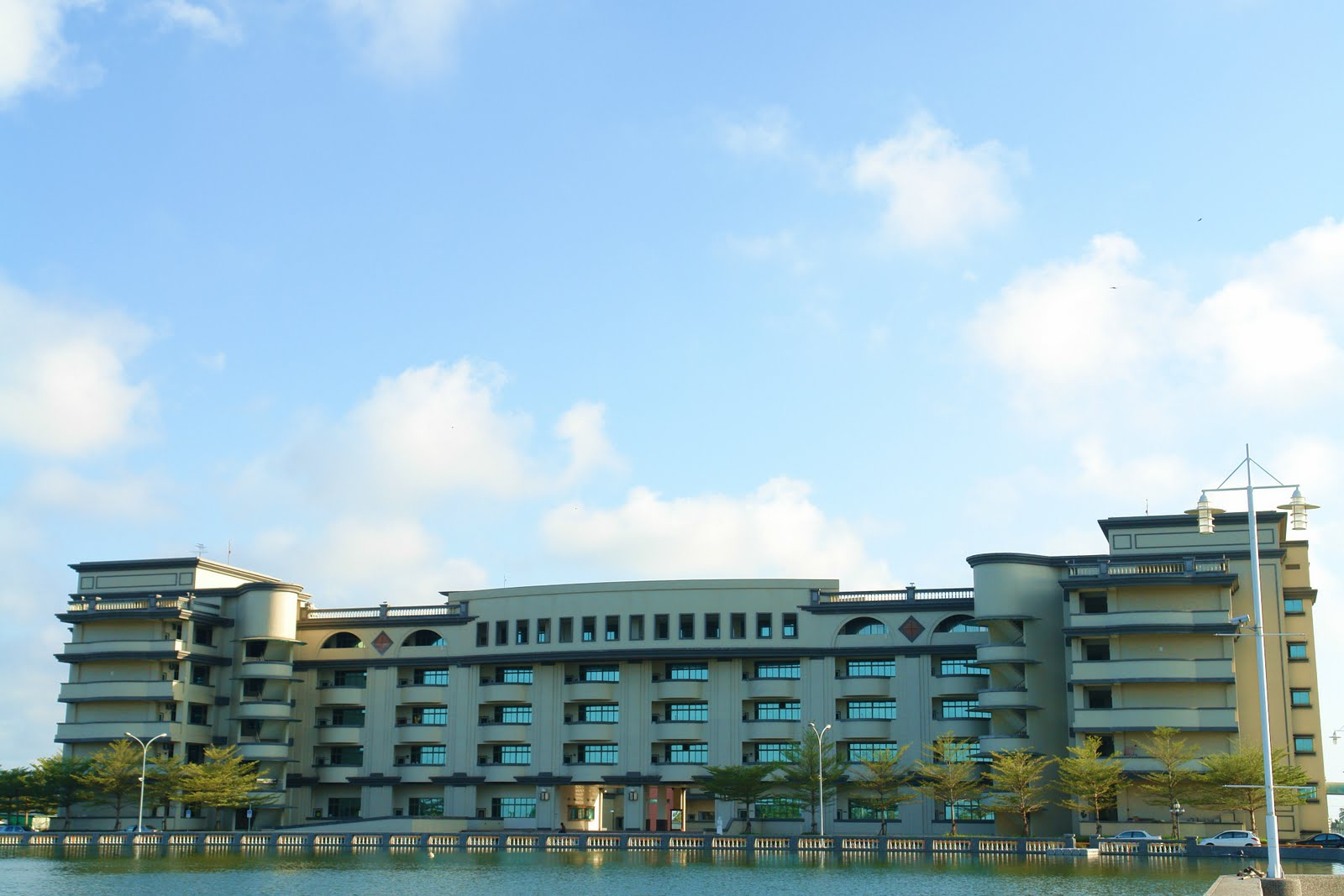
Technische Hochschule Tzu Hui
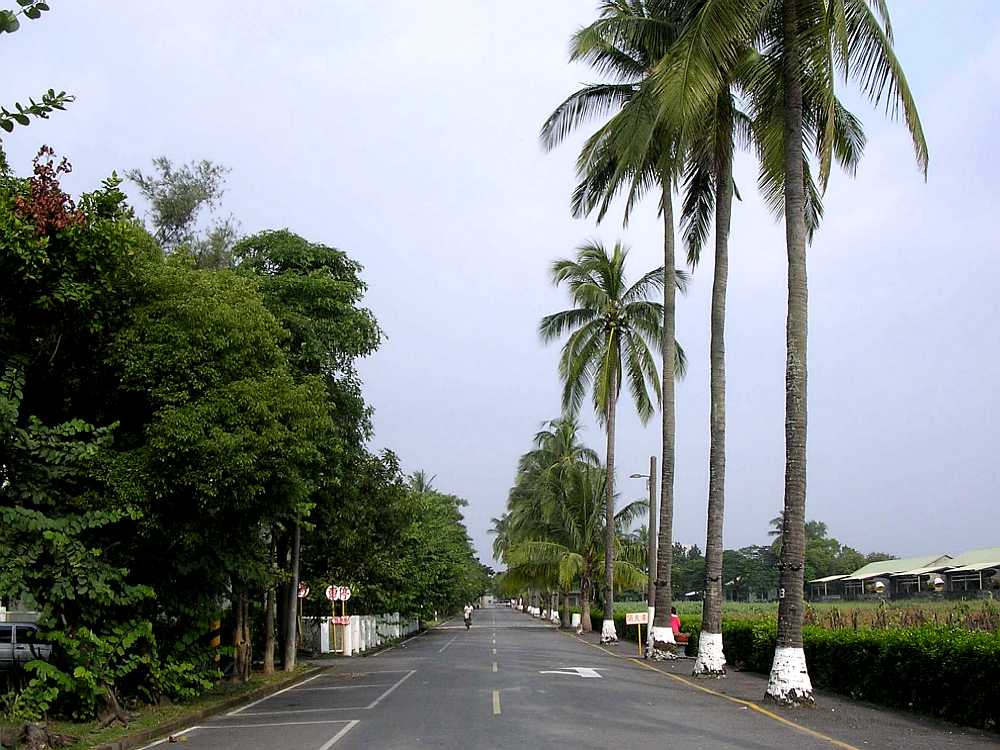
Umgebung der alten Zuckerfabrik